# Geba
Geba (psáno také Gêba) je řeka v západní Africe, dlouhá 550 km. Pramení na guinejském území v pohoří Futa Džalon a teče na severozápad do Senegalu, kde mění směr toku na západní a posléze jihozápadní. V Senegalu nese řeka oficiální název Kayanga. Nejdelší úsek řeky protéká Guineou-Bissau: ve městě Bafatá se do ní vlévá Colufe, v blízkosti oceánu řeka přijímá zleva další významný přítok Corubal a společně vytvářejí široký estuár, na jehož severním břehu leží hlavní město země Bissau. V ústí řeky do Atlantiku se nachází velké souostroví Bijagós.
Řeka protéká rovinatou krajinou, břehy dolního toku jsou porostlé mangrovy. Je splavná od ústí po Bafatu, stav vody je nejvyšší v období dešťů od dubna do října. Je důležitou dopravní tepnou Guiney-Bissau, v době války za nezávislost země se v jejím okolí sváděly těžké boje. Geba přináší do moře množství sedimentů, které jsou na satelitních snímcích patrné ještě ve značné vzdálenosti od jejího ústí.
Prvním Evropanem, který podal zprávu o existenci této řeky, byl roku 1446 Nuno Tristão.